# 3491 Fridolin
A 3491 Fridolin (ideiglenes jelöléssel 1984 SM4) a Naprendszer kisbolygóövében található aszteroida. Paul Wild fedezte fel 1984. szeptember 30-án.